# Kazimierz Dolny
Kazimierz Dolny es una ciudad en el powiat de Puławy (Voivodato de Lublin, Polonia). Está situada en la margen de Río Vístula. Tiene muchos monumentos, entre los que destacan la Iglesia de Juan el Bautista y Bartolomé el Apóstol o el Castillo. En plaza principal hay casas de estilo manierista, como la Kamienica pod Św. Mikołajem.